# مقاطعة ورزقان
مقاطعة ورزقان (بالفارسية: شهرستان ورزقان) هي إحدى مقاطعات محافظة أذربيجان الشرقية في إيران. عاصمة المقاطعة هي ورزقان. حسب تعداد 2006، بلغ عدد السكان 46,833 في 10,766 عائلة.